# William Raphael
William Raphael (urodzony jako Israel Rafalsky (Rafalski)) (ur. 22 sierpnia 1833 w Nakle nad Notecią, zm. 15 marca 1914 w Montrealu, Kanada) – kanadyjski malarz.

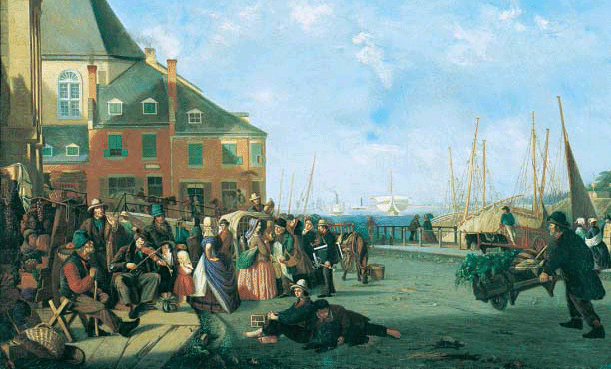
Behind Bonsecours Market, Montreal (1866)

Pochodził z rodziny ortodoksyjnych Żydów, wyjechał do Berlina gdzie studiował w Akademie der Künste. W 1856 wyemigrował do Nowego Jorku, gdzie mieszkał jego brat. Po czterech miesiącach przeniósł się do Montrealu w Kanadzie. Początkowo utrzymywał się z tworzenia portretów i sztuki fotograficznej (retuszował zdjęcia), a następnie stał się profesjonalnym fotografem. Od 1885 prowadził własną szkołę malarstwa, do jego uczniów należeli m.in. Wyatt Eaton i William Townley Benson. Równocześnie malował, stosował technikę olejną, tworzył portrety z natury lub z fotografii. Podróżował po południowych rejonach Kanady i granicznych stanach USA, malował tam krajobrazy i sceny rodzajowe. Tworzył wizerunki kościołów, dworów, pejzaże, ale również obozowiska Indian i sceny z ich życia. Na przełomie XIX i XX wieku zaczął malować modne wówczas martwe natury, biesiadne stoły, bukiety kwiatów, ubite podczas polowań zwierzęta. Rzadziej tworzył obrazy o tematyce religijnej, powstawały one jedynie na zamówienia. Zasłynął jako grafik anatomiczny, rysował ilustracje dydaktyczne dla studentów medycyny oraz do czasopism medycznych. Należał do grupy założycieli Royal Canadian Academy of Arts.
Namalował obraz „Immigrants at Montreal” („Imigranci w Montrealu”), sprzedany w 1957 jako „Behind Bonsecours Market”.